# Juliusz Pfeiffer
Juliusz Roman Pfeiffer (ur. 9 maja 1809 w Krakowie, zm. 22 czerwca 1866 w Krzeszowicach) – polski aktor i reżyser teatralny, dyrektor teatrów.
W latach 1831–1838, 1840–1843, 1854–1863 Juliusz Pfeiffer był dyrektorem Teatru Miejskiego w Krakowie. Jego tournée do Wiednia w 1856 było pierwszym pobytem polskiego zespołu teatralnego na zachodzie Europy.

## Życiorys

### Rodzina
Juliusz Pfeiffer urodził się w Krakowie, jego rodzicami byli Jan Nepomucen Pfeiffer (lub Feifer), malarz, i Elżbieta z domu Rebsamen. Od 1833 był żonaty z Bogumiłą Wetterich.

### Wykształcenie i kariera zawodowa
W rodzinnym mieście studiował na Uniwersytecie Jagiellońskim, a studiując grał na scenach amatorskich oraz dorywczo w teatrze krakowskim, którego dyrektorem był od 1831 do 1840. Również w innych miastach między innymi w Kaliszu był organizatorem gościnnych występów zespołu w latach 1836 i 1837, a w lecie 1843 roku w tej samej miejscowości był kierownikiem zespołu aktorów, którzy wystawili między innymi Edypa Sofoklesa, Ruy Blasa Victora Hugo oraz sztuki Aleksandra Fredry. Od roku 1843 reżyser w teatrze krakowskim oraz gościnnie w Poznaniu w latach 1844–1845 w sezonach letnich kierował występem zespołu krakowskiego. Te dwa sezony były jednymi z ciekawszych w dziejach sceny poznańskiej, a to przez wzgląd na urozmaicony i ambitny repertuar oraz występujących w nich bardzo dobrych wykonawców. Pfeiffer w lecie 1846 roku był ponownie w Kaliszu z zespołem teatru krakowskiego z którym prezentował między innymi Cyrulika sewilskiego Pierre’a Beaumarchais’go, Dziewicę orleańską Friedricha Schillera, a także opery: Wolnego strzelca Carla Webera, Niemą z Portici Daniela Aubera i Córkę pułku Gaetana Donizettiego. W Poznaniu od czerwca do września roku 1847 grywał głównie repertuar narodowy. Dyrektor teatru lwowskiego od 1849 do 1854 i ponownie w teatrze krakowskim od 1854 do 1863. Pod jego dyrekcją w latach 1854–1855 i 1857–1859 teatr krakowski występował w Poznaniu jeszcze pięciokrotnie. Juliusz Pfeiffer zmarł w Krzeszowicach i został tam pochowany.
W charakterystycznych rolach osiągał istotne sukcesy, a jako dyrektor był dobrym i rzutkim organizatorem. Jego zespół docierał do wielu miejscowości, które dotąd nie miały kontaktu z teatrem polskim, a zwłaszcza w zaborze pruskim (w 1855 Gniezno, Trzemeszno, Września, Środa, Śrem i Pleszew, także Wrocław, w 1857 Płock, ponadto w 1860 Konin i Turek).